# Paul Hempel (Pädagoge)

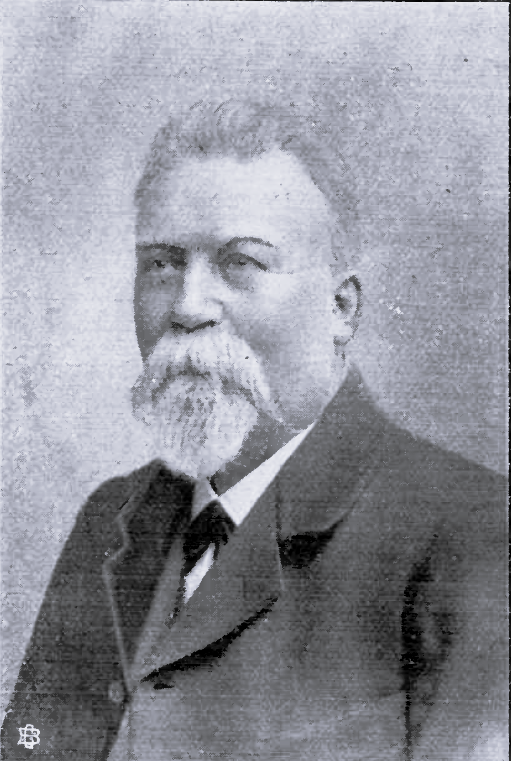
Hauptlehrer Paul Hempel

Paul Hempel (* 16. Februar 1847 in Schönberg i. M.; † 30. Oktober 1907 in Lübeck) war ein Hauptlehrer und Mitglied der lübeckischen Bürgerschaft.

## Leben

### Herkunft
Hempel war ein Sohn des schönbergischen Lehrers und Kantors.
Vom 16. bis 18. Februar 1889 fand in den Lokalitäten des Becker'schen Etablisments eine Ausstellung von Sing- und Ziervögeln statt. Sie zählte mehr als 200 Nummern. Als Preisrichter fungierten Heinrich Lenz aus Lübeck und Kantor Hempel aus Schönberg.

### Laufbahn
Nach der Absolvierung der Grossherzoglichen Realschule unter der Leitung von Direktor Wittenitz kam Paul Hempel 1863 als „Lehrling“ zu dem Schulmeister Heinrich Friedrich Asmus Waack an der St. Marien-Stadtschule nach Lübeck. Waack hielt die ihm verpflichteten Zöglinge auch nach der Schulzeit und leitete deren Fortbildung. Als 16−18jähriger Jüngling unterrichtete er eine Schar von 60−80 Knaben nach Anweisung des Vorgesetzten verhältnismäßig selbstständig. Als Gehilfe war Hempel danach dort tätig, während er von Ostern 1867 bis Weihnachten 1869 den 13. Kursus des Seminars besuchte. Daneben fand er Zeit, sich an der damals florierenden Reallehranstalt F. H. Petri zu unterrichten. Das Oberschulkollegium vollzog am 29. Dezember 1875 Wahlen für die an Elementarschulen zu besetzenden Lehrerstellen. Mit einem Anfangsgehalt gemäß dem Gesetz vom 15. November 1873 von 1800 ℳ wurde der Seminarist Hempel in der St. Marien-Knabenschule, welche 1876 verstaatlicht wurde, fest angestellt.
Nebenamtlich unterrichtete Hempel an der Gewerbeschule in der Mühlenstraße 321 unter Christoph Claus und Joh. Max Jos. Franz Range und an verschiedenen Höheren Mädchenschulen. Die Schüler der Gewerbeschule gehörten im Sommer 1877 23 Gewerben (darunter 63 Zimmerleute, 46 Tischler, 26 Maurer, 20 Schlosser, 18 Maschinenbauer und 10 Maler) im Winter 22 (darunter 68 Zimmerleute, 37 Tischler, 25 Maler, 19 Maurer, 17 Maschinenbauer und 16 Schlosser) an. Wegen der Frequenz musste die vierte und „Lehrlingsklasse“ geteilt werden, so dass die Schule über neun Klassen zählte. Der Besuch des zur fakultativen Benutzung an den Wochenendtagen mit Ausnahme des Sonntages geöffneten Zeichensaales war, in der Regel waren nur 1 bis 3 Schüler anwesend, war außerordentlich gering. Des Weiteren verwies die für die Gewerbeschule zuständige Behörde in ihrem Bericht an die Oberschulbehörde auf den immer mehr hervortretenden Raummangel. Das Oberschulkollegium deputierte an Stelle des ausscheidenden Predigers Peter Hermann Münzenberger den Schulvorsteher Reimann in die Behörde.

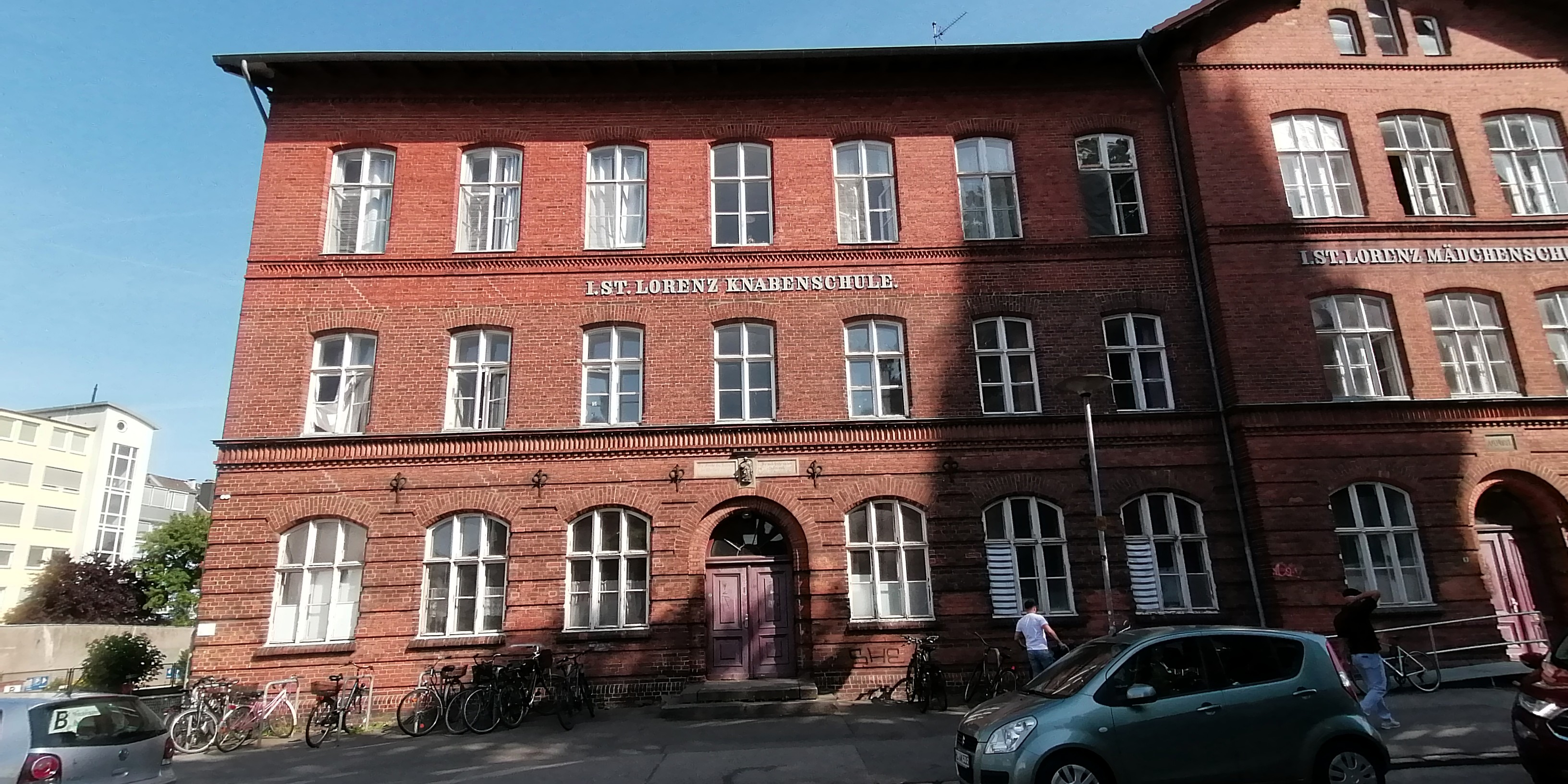
I. St. Lorenz-Knabenschule

Anfang 1882 erwählte das Oberschulkollegium Hempel, bisher Erster Lehrer an der St. Marien-Knabenschule, als Hauptlehrer an die in der Kirchenstraße 5 neu errichteten I. St. Lorenz-Knabenschule. Dieser trat sein Amt Ostern zum Schuljahreswechsel an. Durch seine Persönlichkeit prägte er diese Anstalt derartig, dass er mit vollstem Recht von „seiner“ Schule reden konnte. Ließ er auch jedem Lehrer seine Eigenart, wusste er doch seinen Ansichten Geltung zu verschaffen. In der rechten Auffassung seiner Stellung sah er in den mit ihm Unterrichtenden nicht Untergebene, sondern Mitarbeiter an der Kindererziehung. Seine Tätigkeit für Lehrer und Kinder wurde zu ganz bedeutenden Segen. Gern hörten die jungen Lehrer seinen Rat, lauschten seinem formvollendeten Unterricht und nahmen seine Lehren und Mahnungen entgegen. Er wusste, dass kein Vorwurf aus seinem Munde unberechtigt war. Hempel war eine durch und durch ehrliche Natur. Erkannte Hempel, dass er jemand Unrecht getan hatte, so ging er zu ihm und bat um Verzeihung.
Hempel war ein gerechter, warm fühlender Mensch. Für jeden seiner Zöglinge hatte er Interesse. Wenn er die Klassen durchwanderte, hier und da eine Frage stellte, leuchteten die Augen der Kleinen, sobald ihr Hauptlehrer ein warmes Wort für sie hatte. Groß war die Freude, wenn er zu Weihnachten, der geborene Märchenerzähler, mit den ganz Kleinen vom „Weihnachtsmann“ plauderte. Kamen aber ernste Tage im Leben seiner Schüler, dann war er wieder der alte treue Freund und gute Berater der Eltern. Aus seiner ganzen Tätigkeit zeigte sich die Liebe für die Jugend. Begeistert fasste er jeden neuen Gedanken, der das Wohl der Jugend betraf, auf und versuchte, ihn in die Tat umzusetzen. Auch außerhalb der Schule wirkte er für die Hebung des lübeckischen Volksschulwesens. Emsig warb er für die Errichtung eines Knabenhortes in St. Lorenz, sah ihn entstehen und dessen weiteren Ausbau. So arbeitete er, bis er es erreichte, eigene Räume für den Hort vom Staat zu erhalten. Die Errichtung und dessen Ausbau dieser segensreichen Anstalt war sein ureigenstes Werk.
Doch nicht nur den Kindern war Hempel ein fürsorgender Lehrer, auch seine heranwachsenden Standesgenossen lehrte er mit aufopfernder Treue und plauderte mit ihnen über von ihm gemachte Berufserfahrungen, die sich umso wertvoller zeigten, da sie aus der Praxis hervorgegangen waren.

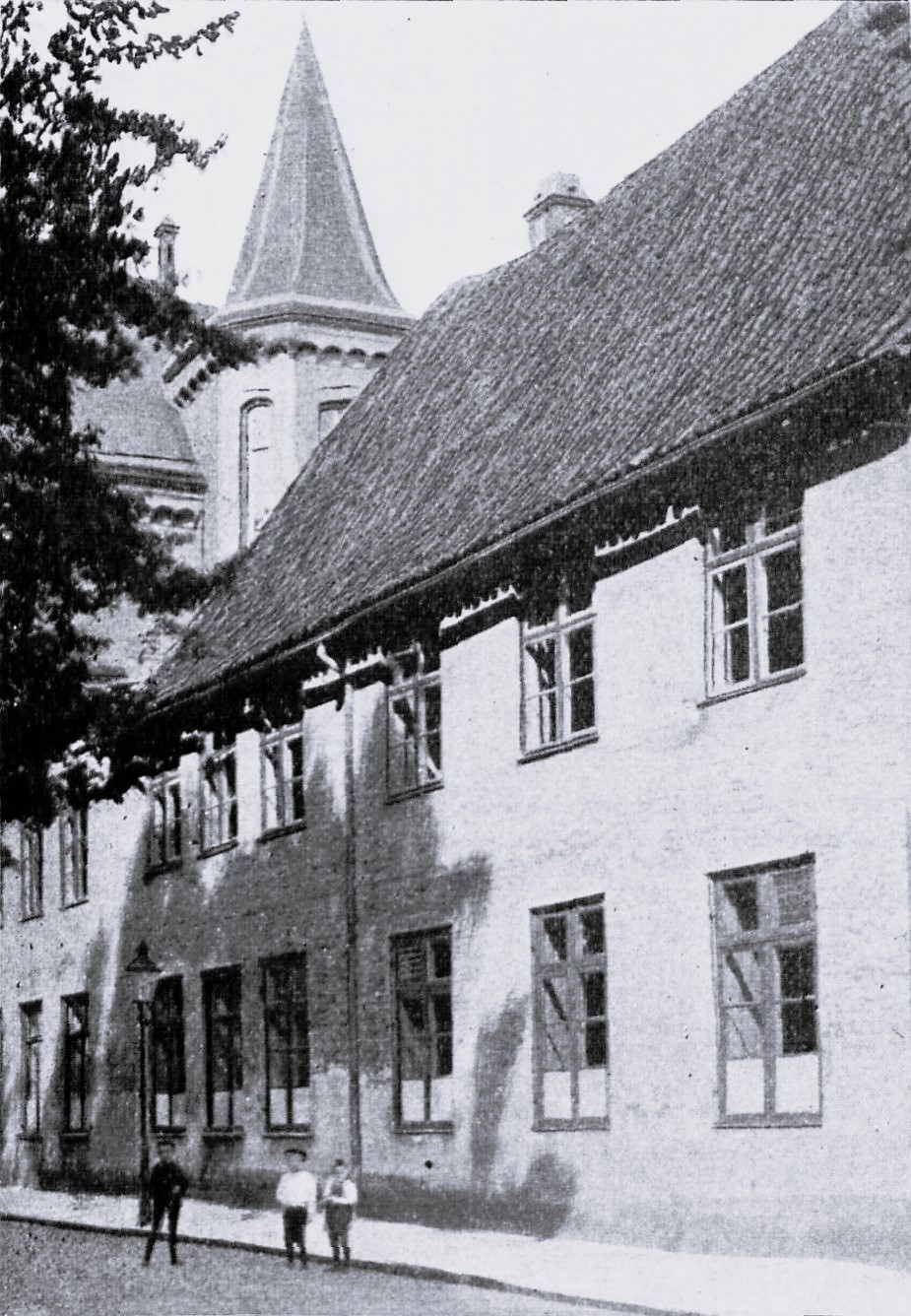
Flügel der 2. Knaben-Mittelschule

Hempel bemerkte, dass für die aufzunehmenden Zöglinge eine gründliche Vorbildung für das Bestehen des Lehrer-Seminars notwendig geworden war und drängte auf die Gründung einer Präparandenanstalt zur Schließung der Lücke in der Lehrerbildung. Als Schulrat Schröder 1887 diese auf eigenes Risiko schuf, sollte sich dies sich diese als segensreiche Ergänzung der Seminargestaltung erweisen. Das Lehrerkollegium wurde aus Hauptlehrern und Lehrern der örtlichen Schulen konstituiert. Hauptlehrer Hempel leitete die Anstalt leitete von 1887 bis 1891 und wurde dann den Hauptlehrern Gottschalk und Bödecker unterstellt. Die Anstalt wurde der 2. Knaben-Mittelschule angegliedert und unterstand damit der Leitung Bödekers. Die Entlassungsprüfungen berechtigten zum Eintritt in das Seminar. Nach einem Abkommen mit Preußen wurde diese Berechtigung 1900 auch auf preußische Seminare ausgedehnt. Auf Grund einer Vereinbarung mit der Eutiner Regierung fanden ab 1902 auch Oldenburger Aufnahme in die Anstalt. Von 1890 bis 1902 unterrichtete Hempel nebenamtlich im Seminar.

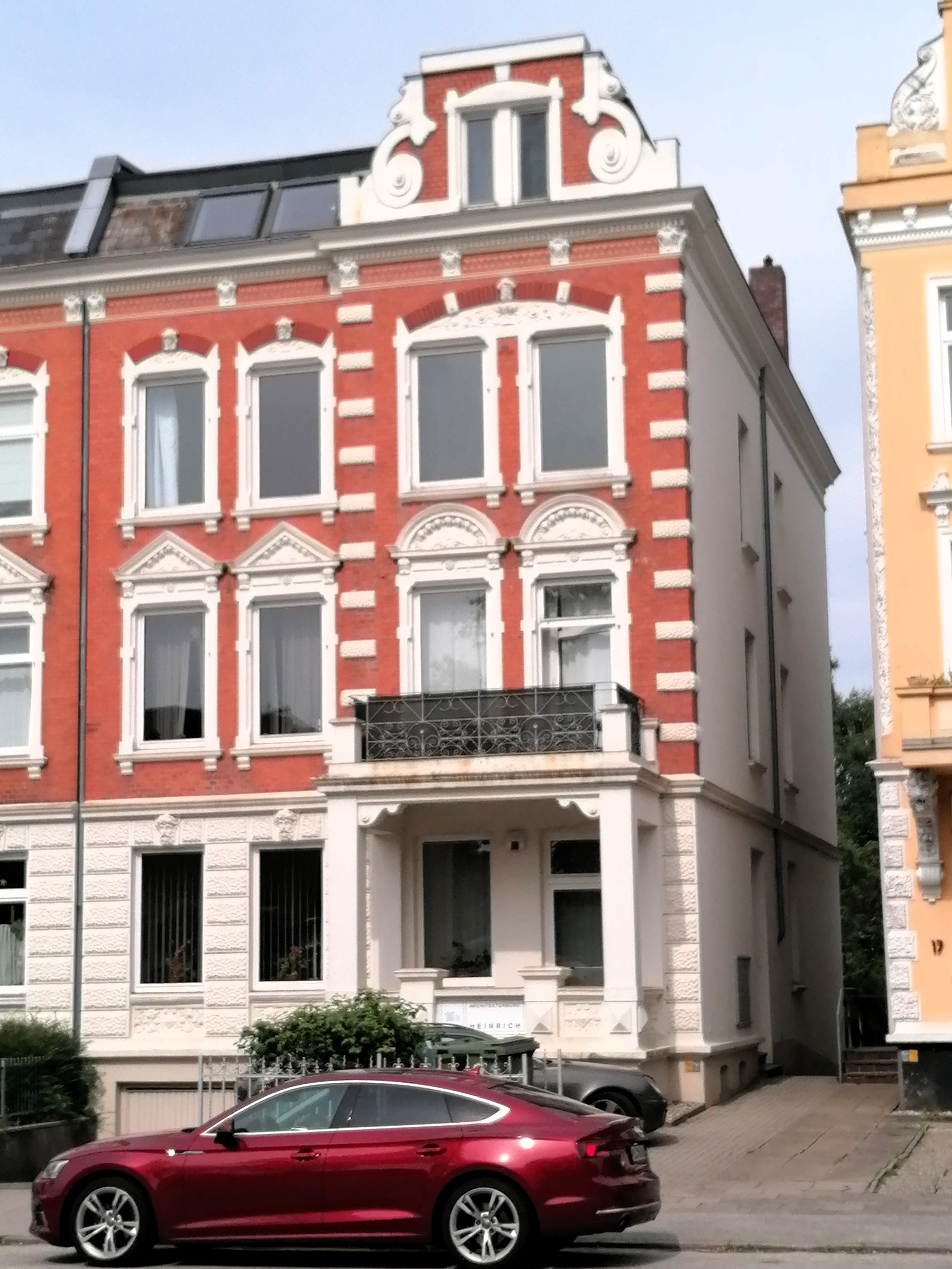
Letzter Hauptlehrerwohnsitz

Es würde zu weit führen, seine Tätigkeit im Vorstand des Reichsvereins, des Vereins für Schulgesundheitspflege, des Tierschutzvereins usw. besonders zu beleuchten. Überall wurde seine Meinung gern gehört – gab er doch schätzenswerte Ratschläge, die von klarem Blick und tiefen Verständnis der praktischen Lebens zeugten. Mit besonderer Liebe strebte er für plattdeutsche Art und Sprache, aus welchem Grunde der hiesige „Meckelbörger Plattdütsche Vereen“ ihn im März 1907 zu seinem Ehrenmitglied ernannte.
Ein reges Interesse brachte er stets, ganz besonders in seinem letzten Dezennium, religiösen und kirchlichen Fragen entgegen. In einem geraden, aufrichtigen Sinn suchte er ehrlich den Widerspruch seiner religiösen und wissenschaftlichen Überzeugung zu lösen. Seiner Eigenart entsprechend streifte er mit raschem Entschluss bisherige Auffassungen ab und scheute nicht, seine Ansicht durch die von Wahrheitsliebe ihm diktierten neuerlichen Erkenntnisse zu revidieren.
Das Amtsblatt teilte 1907 mit, dass Hempel in diesem Jahr auf eine 25-jährige Tätigkeit im Dienst des lübeckischen Schulwesens, erwählt am 27. Januar 1882, zurückblickte.
Aufrichtige Teilnahme erfüllte deshalb die Herren aller derer, die ihn kannten, als am 9. Mai (Himmelfahrtstag) die Nachricht von seiner schweren Erkrankung durch seine Vaterstadt ging. Der erlittene Schlaganfall lähmte seine geistigen Kräfte. Leider erwiesen sich die Hoffnungen auf Wiedergenesung als trügerisch und es trat ein körperliches Leiden hinzu. Am 31. Oktober 1907 ist Hempel gestorben.

### Politik
Auch in dieser gesetzgebenden Körperschaft lernte man ihn bald in seinem Wirken schätzen und zog ihn zur intimeren Arbeit im Bürgerausschuss, wie auch in wichtigen Kommissionen heran. Er verstand es, seine Ideen in kräftiger volkstümlicher Weise vorzutragen. Furchtlos, ohne nach rechts oder links zu blicken, vertrat er seine Ansichten, zuweilen mit einer schneidenden Schärfe. aber es waren tiefinnerste Überzeugungen, die er aussprach. Deshalb schätzte auch sein Gegner seine Meinung. Beratung des Jedesmaligen Schuletats, der Vorlagen für den Bau der Ernestinenschule, des Seminars, ... Ihn schmerzte es sehr, wenn er nicht immer – z. B. in der Frage der Einheitsschule – die Anerkennung seiner Berufsgenossen fand.
Am 8. Februar 1893 fand die jährliche Versammlung des seit zehn Jahren bestehenden Vaterstädtischen Vereins statt. Wie in früheren Jahren wurden je sechs Mitglieder für jedes der vier Quartiere, welche mit dem geschäftsführenden Ausschuss das Zentralwahlkomitee der Bürgerschaftswahlen bildeten, gewählt. Hempel war einer der Erwählten. Bei der Ergänzungswahl am 20. Juni 1893 für den III. Wahlbezirk (Marien Quartier und Vorstadt St. Lorenz) wurde Hempel mit 634 Stimmen in die Bürgerschaft gewählt. Von 1188 Bürgern übten 894 ihr Wahlrecht aus.
Bei den Ergänzungswahlen 16. Juni 1899 für den III. Wahlbezirk (Marien Quartier und südwestlich von der Mitte der Fackenburger Allee gelegene Teil der Vorstadt St. Lorenz) wurde Hempek wieder in die Bürgerschaft gewählt. In allen vier städtischen Quartieren wurden die Kandidaten des Vaterstädtischen Vereins mit großer Mehrheit gewählt. Es stellte sich heraus, dass die Bemühungen des „Bürgerrechtsvereins“ durch Gewährung von Vorschüssen zur Bestreitung der bei Erwerbung des Bürgerrechts zu zahlenden Abgabe eine größere Anzahl von Bürgern aus den Kreisen der weniger bemittelten Einwohner zu gewinnen, nicht sowohl diesem Vereine als vielmehr den Sozialdemokraten zugutegekommen sind. Ein großer Teil dieser auf gemeinschaftliche Kosten geschaffenen „Aktienbürger“ zog es vor, seine Stimmen sozialdemokratischen Kandidaten zu geben, die in der radikalen Bekämpfung der bestehenden Staatseinrichtungen und in der Aufstellung utopischer Zukunftsbilder die Verfasser des „Programmes“ des Bürgerrechtsvereins bei weitem übertrafen. Von 1093 wahlberechtigten Bürgern des Bezirks beteiligten sich 849. Die Zahl der geschlossen für die Liste des Vaterstädtischen Vereins abgegebenen Stimmen betrug 299, die Stimmen für die Liste der Sozialdemokraten 207, diejenigen für die Liste des Bürgerrechtsvereins 115, diejenigen für die Liste der Gegner des Rethteich-Bahnhofsprojektes 45. In die Bürgerschaft zogen 5, 5 und, unterstützt von den Projektgegnern 3 Kandidaten.
Nachdem am Abend des 11. November 1896 Veränderungen der Satzung vorgenommen waren, zu den Quartiersversammlungen hatten zukünftig nur noch Mitglieder des Vereins Zutritt, hielten die Hauptlehrer Bödecker und Hempel Vorträge über den beabsichtigten Bau eines neuen Mittelschulgebäudes in der Glockengießerstraße. Es wurde betont, dass eine Mittelschule mit 18 Klassen für die Arbeitskraft eines Hauptlehrers zu groß sei. Allen Schülern könne so nicht die wünschenswerte erzieherische Sorgfalt zuteilwerden. Zudem sei es wünschenswert, eine neue Mittelschule (die 1907 eröffnete St.Lorenz-Knaben-Mittelschule) nicht in der Stadt, sondern in der Vorstadt St. Lorenz anzulegen.
Laut des Stenographen der Bürgerschaft ergriff Hempel 1896 24 mal das Wort. Auf 13 Sitzungen mit einer Gesamtdauer von 31 Stunden mit 502 Meldungen war dies die vierstärkste Beteiligung. An den Debatten hatten sich 7 Senatsmitglieder und 57 der Bürgerschaft beteiligt.
Auf der Generalversammlung des Vaterstädtischen Vereins am 13. Februar 1901 wurde nach der Erstattung des Jahres- und Kassenberichtes Julius Hahn, Hempel und Ludwig Thomas Heinrich Heyck neu berufen und Hermann Meeths wiedergewählt. Ferner wurden für die im Juni 1901 bevorstehenden Bürgerschaftswahlen die Zweigkomitees der vier städtischen Wahlbezirke gebildet.

#### Bürgerlicher Deputierter
Der Senat erwählte 1900 unter anderen Hempel zum Bürgerlichen Deputierten des Gemeindewaisenrats (Waisenrat).

### Gesellschaft zur Beförderung gemeinnütziger Tätigkeit
Am 11. Juni 1892, Herrenabend, stellte Ernst Christian Johannes Schön zunächst den Mitgliedern der Gesellschaft zur Beförderung gemeinnütziger Tätigkeit das im Versammlungszimmer aufgestellte für das Zimmer des Gesellschaftsvorstandes bestimmte Geschenk von Hermann Linde vor. Dieser hatte ein Gemälde des Seniors Johann Carl Lindenberg nach einer Fotographie aus dem Jahr 1862 gemalt. Anschließend begrüßte er Hempel als neues Gesellschaftsmitglied.

## Referenzen
1. ↑  Local- und vermischte Notizen. In: Lübeckische Blätter, 31. Jahrgang, Nummer 15, Ausgabe vom 20. Februar 1889, S. 84.
2. ↑  Local- und vermischte Notizen. In: Lübeckische Blätter, 18. Jahrgang, Nummer 1, Ausgabe vom 2. Januar 1876, S. 8.
3. ↑  Die Oberschulbehörde ist eine ehemalige staatliche Behörde der Freien und Hansestadt Lübeck, die für die Aufsicht über die Schulen zuständig war. Sie war bis zur Eingliederung in die Provinz Schleswig-Holstein am 1. April 1937 für Lübecks Schulwesen verantwortlich. Der Sitz der Oberschulbehörde wurde am 9. Oktober 1903 von dem der Baudeputation in das Schullehrerseminarhaus am Langen Lohberg 24 verlegt und am 11. Oktober 1903 von Mitgliedern der Bürgerschaft besichtigt. Dieses wurde am 9. Oktober 1903 von der Baudeputation an die Oberschulbehörde übergeben und am 11. Oktober 1903 von Mitgliedern der Bürgerschaft besichtigt. Sie übernahm neben der Stadtverwaltung auch die Aufgaben der unteren staatlichen Verwaltungsbehörden, also auch der Oberschulbehörde, im Namen des Staates. Heute ist Lübeck eine kreisfreie Stadt und nimmt daher als solche auch die Aufgaben eines Landkreises wahr. Daher ist die Oberschulbehörde heute nicht mehr als eigenständige Behörde existent. Ihre Aufgaben nimmt heute die Stadtverwaltung wahr.
4. ↑  Gewerbeschule. In: Lübeckische Blätter, 19. Jahrgang, Nummer 55, Ausgabe vom 11. Juli 1877, S. 311.
5. ↑   Die damalige Kirchenstraße 5 ist heute der Steinrader Weg 9.
6. ↑  Wenige Jahre später hat ein Herbert Frahm, heute bekannt als Willy Brandt, diese Schule besucht.
7. ↑  Local- und vermischte Notizen. In: Lübeckische Blätter, 24. Jahrgang, Nummer 2, Ausgabe vom 4. Januar 1882, S. 16.
8. ↑  Haupt-lehrer H. Bödeker gestorben. In: Von Lübecks Türmen. Nr. 8, Ausgabe vom 23. Februar 1907.
9. ↑  Lokale Notizen. In: Lübeckische Blätter, 49. Jahrgang, Nummer 14, Ausgabe vom 7. April 1907, S. 197.
10. ↑  681.: Vaterstädtischer Verein. In: Lübeckische Blätter, 35. Jahrgang, Nummer 13, Ausgabe vom 12. Februar 1893, S. 76–77.
11. ↑  Bürgerschaftswahl. In: Lübeckische Blätter, 35. Jahrgang, Nummer 50, Ausgabe vom 21. Juni 1893, S. 291.
12. ↑  853.: Lokale Notizen. In: Lübeckische Blätter, 41. Jahrgang, Nummer 25, Ausgabe vom 18. Juni 1899, S. 311.
13. ↑  Die diesjährigen Wahlen der Bürgerschaft. In: Lübeckische Blätter, 41. Jahrgang, Nummer 27, Ausgabe vom 2. Juli 1899, S. 329–-332.
14. ↑  853. :Im Vaterstädtischen Verein. In: Lübeckische Blätter, 38. Jahrgang, Nummer 58, Ausgabe vom 15. November 1896, S. 488.
15. ↑  J. H.: Zur Bürgerschaftsstatistik. In: Lübeckische Blätter, 39. Jahrgang, Nummer 1, Ausgabe vom 3. Januar 1897, S. 12−13.
16. ↑  Joh. F. W. Hennings ein Lehrer und Lehrer der Stenographie.
17. ↑  Lokale Notizen. In: Lübeckische Blätter, 43. Jahrgang, Nummer 7, Ausgabe vom 17. Februar 1901, S. 94-.
18. ↑  Lokale Notizen. In: Lübeckische Blätter, 42. Jahrgang, Nummer 2, Ausgabe vom 7. Januar 1900, S. 30.
19. ↑  Herrenabend. In: Lübeckische Blätter, 34. Jahrgang, Nummer 47, Ausgabe vom 12. Juni 1892, S. 283.
20. ↑  Senator Heinrich Mann hatte einst unter der Chiffre 440. veröffentlicht. Wer sich 1907 dahinter verbarg, konnte nicht in Erfahrung gebracht erden.

| Personendaten    | Personendaten                   |
| ---------------- | ------------------------------- |
| NAME             | Hempel, Paul                    |
| KURZBESCHREIBUNG | Lübecker Pädagoge und Politiker |
| GEBURTSDATUM     | 16. Februar 1847                |
| GEBURTSORT       | Schönberg (Mecklenburg)         |
| STERBEDATUM      | 30. Oktober 1907                |
| STERBEORT        | Lübeck                          |